# さかサイ君
さかサイ君（さかサイくん）は、平成時代の日本のマスコットキャラクターの一つ。千葉県柏市にある逆井商店会のキャラクター。

## 概要
2006年3月1日、逆井商店会のキャラクターとして登場。「逆井」と「サイ」をかけあわせたネーミングで、黄色いサイとなっていて、大抵の場合逆井商店会の法被姿で登場する。特定地域の小規模な商店会のキャラクターでありながら、2012年のゆるキャラグランプリでは72位に入るなど活躍している（ただし、後述の理由により、2013年の243位を最後に参加していない）。
2010年6月7日、柏市役所を表敬訪問、自ら持参したキャラクター認定書に秋山柏市長より直筆のサインをもらう。以降「柏市公認地域キャラクター」として活動している。
2010年8月20日、カシワニ（かしわインフォメーションセンター考案）らと共に特別住民票を授与され、かしわハート大使プロジェクト特任大使をつとめている。これらのことから、逆井地域特定のキャラクターでありながら、柏市のキャラクターとしてカシワニとの二枚看板のような立ち位置にある。
2014年、柏市消防局のメインキャラクターを担当。
2015年、出初め式にて、2014年の活動に対し柏市消防局より感謝状が贈られ、「防災・減災」キャラクターとして、今後も啓発活動にあたることになった。

## 歴史
- 2006年3月1日 - 逆井商店会のキャラクターとして誕生。
- 2010年
  - 6月7日 - 柏市公認となる。
  - 8月20日 - 柏市人口40万人突破を記念して特別住民票を授与される。[1]

- 2013年
  - クレーンゲームの景品となって全国デビュー。（タイトーが運営するゲームセンター、青森から大阪まで17店舗）[2]
  - 東武鉄道の協力の下、逆井駅から柏駅間を電車で移動した。ローカルキャラクターの乗車は前例がないという。[3]
  - テーマソング「さかサイ君・△・出没注意」発表。（タクトwithタクト楽団）

- 2014年
  - 1年間、柏市消防局のメインキャラクターを務める。[4]
  - タウンページ（職業別・暮らしの情報）の表紙になる。（カシワニと共に）
  - 盆おどりソング『さかサイ君・△・音頭』発表　（タクトwithタクト楽団）
  - この年に開催されたゆるキャラグランプリ2014において、柏市からの参加キャラをカシワニに統一することになったため、以降不参加となった。
- 2015年
  - 前年からの継続で、柏市消防局のメインキャラクターを務めることになった。

- 2018年
  - 公式ホームページが開設される。（関連楽曲の無料配信を開始）

- 2019年
  - 幼児向けダンス楽曲『ヤサイ・△・サイコー』発表　（神谷明日菜 with GuReM♂♀N）
- 2024年
  - 救命支援アプリ『さかサイ君の救命講習復習アプリ』発表　（監修：柏市消防局 救急課 / 開発：市内IT企業 ㈱ルミテック）[5]

## プロフィール
- 出身地 - 柏市南部地区
- 現住所 - 柏市逆井商店会
- 種別 - 荒くれ有角類
- 誕生日 - 3月1日
- 年齢 - さか歳
- 視力 - 夜はよく見えない
- 身長 - 気温により変化
- 体重 - 湿度により変化
- 習慣 - うがい・手洗い・ツノ洗い
- 特技 - 和太鼓・ゆるキャラクガキ
- 好きな食べ物 - カブ・白菜・空芯菜
- 座右の銘 - ツノだってあるさサイだもん

## メディア出演
- 熱血BO-SO TV（千葉テレビ放送）
  - 第1回・第2回の「ちばキャラ運動会」に参加（なお、この企画は地域または企業公認キャラのみ参加加対象）
  - 2010年11月13日放送では、この日付で「熱血正社員」に昇格した竹内兄妹に対し、正社員昇格のお祝い電報を送っている
- ガチガセ（日本テレビ）
- 東葛調査隊（JCOMチャンネル関東エリア）
- 快影→アンドロメダ行（JCOMチャンネル関東エリア）
- 市立柏研Q所（JCOMチャンネル東関東エリア）

## 関連グッズ
- さかサイダー
- サイ君の編みぐるみ
- サイ君サブレ
- サイ君レモン饅頭
- サイ君のくりぃむぱん
- サイ君のツノ(メレンゲ菓子)
- ダスキンマット
- 芋焼酎サイ君ラベル
- ストラップ
- 缶バッジ
- キーホルダー
- Tシャツ
- 名刺
- サイ君ステッカー
- サイ君シール
- サ印鑑
- サイぐるみ（クレーンゲーム景品）
- LINEスタンプ
- さかサイ君・△・出没注意（テーマソング）
- さかサイ君・△・音頭（盆おどりソング）
- ヤサイ・△・サイコー（幼児向けダンス楽曲）
- ゲームアプリ
- アイフォンケース
- 動く壁紙
- カブサイイラストカード